# Brest (distrikt)
Brest (bulgariska: Брест) är ett distrikt i Bulgarien.   Det ligger i kommunen Obsjtina Guljantsi och regionen Pleven, i den nordvästra delen av landet, 140 km nordost om huvudstaden Sofia.
Trakten runt Brest består till största delen av jordbruksmark. Runt Brest är det ganska glesbefolkat, med 34 invånare per kvadratkilometer.